# Senoculus rubicundus
Espèce
Senoculus rubicundus est une espèce d'araignées aranéomorphes de la famille des Senoculidae.

## Distribution
Cette espèce est endémique du Panama.

## Publication originale
- Chickering, 1953 : Two new species of Senoculus from Panama. Transactions of the American Microscopical Society, vol. 72, p. 281-287.